# Chionochloa pallens
Chionochloa pallens är en gräsart som beskrevs av Victor Dmitrievich Zotov. Chionochloa pallens ingår i släktet Chionochloa och familjen gräs.

## Underarter
Arten delas in i följande underarter:
- C. p. cadens
- C. p. pilosa